# Списак вијекова
Страница у наставку садржи информације о догађајима у појединим вијековима и миленијумима.